# James Veres
James Veres, auch Jim Veres, (* 1949) ist ein US-amerikanischer Schauspieler und Filmproduzent.
Er war mit der deutschen Schauspielerin Ursula Karven verheiratet. Zusammen mit ihren drei Söhnen lebten sie in Kalifornien. Ihr Sohn Daniel ertrank 2001 während einer Geburtstagsparty im Swimmingpool des US-Musikers Tommy Lee. Daraufhin zog das Paar mit seinen zwei Söhnen nach Mallorca.
Im April 2008 gaben Veres und Karven ihre Trennung bekannt.

## Filmografie

### Produzent
- 1994–1996: Hart aber herzlich (executive producer von insg. 5 Folgen)
- 1999: Der Tod in deinen Augen
- 2000: Green Sails (executive producer)
- 2005: Reefer Madness: The Movie Musical (executive producer)

### Schauspieler
- 1977: A Killing Affair
- 1978: Ziegfeld: The Man and His Women (als Jim Veres)
- 1978: To Kill a Cop (als Jim Veres)
- 1978: Wonder Woman
- 1978: Fantasy Island (als Jim Veres)
- 1979: Some Kind of Miracle (als Jim Veres)
- 1982: Desire, the Vampire (als Jim Veres)